# لوکا اسپینتی
لوکا اسپینتی (انگلیسی: Luca Spinetti؛ زادهٔ ۲۳ اکتبر ۱۹۸۵) بازیکن فوتبال اهل ایتالیا است.
از باشگاه‌هایی که در آن بازی کرده‌است می‌توان به باشگاه فوتبال کیه‌وو ورونا، باشگاه فوتبال آ.اس. رم، و باشگاه فوتبال فیورنتینا اشاره کرد.